# Jørgen Pedersen Gram
Jørgen Pedersen Gram, danski matematik in aktuar, * 27. junij, 1850, Nustrup, Danska  † 29. april 1916, København, Danska

## Življenje
Gram je bil sin kmečkih staršev. Srednjo šolo je obiskoval v kraju Ribe. Od leta 1868 je študiral matematiko na Univerzi v Københavnu, kjer je diplomiral leta 1873. V letu 1875 se je zaposlil v zavarovalniški družbi.

## Delo
Pri delu je vedno nihal med čisto matematiko in njeno praktično uporabo. Po njem se imenuje Gram-Schmidtov proces (metoda ortonormalizacije množice vektorjev v prostoru notranjega produkta) in Gramova matrika. Ukvarjal se je tudi z Riemannovo funkcijo ζ.